# Zimní stadion města Kolín
Zimní stadion města Kolín je sportovní stadion, který se nachází ve středočeském Kolíně. Své domácí zápasy zde odehrávají kluby ledního hokeje SC Marimex Kolín a HC Žabonosy. Jeho kapacita dosahuje 5 500 diváků. Stadion byl vybudován v roce 1955.